# Ectecephala flavescens
Ectecephala flavescens är en tvåvingeart som först beskrevs av Oswald Duda 1930.  Ectecephala flavescens ingår i släktet Ectecephala och familjen fritflugor. Inga underarter finns listade i Catalogue of Life.